# Jon Eardley
Jon Eardley, né le 30 septembre 1928 à Altoona en Pennsylvanie et mort le 1er avril 1991 à Verviers en Belgique, est un trompettiste de jazz américain.

## Biographie
Au début des années 1950, Jon Eardley joue dans le New Jazz Quintet de Phil Woods. En 1954 il fait partie du quartet puis, en 1956, du sextet de Gerry Mulligan dans lequel joue également Zoot Sims qui participe à l'enregistrement de l'album The Jon Eardley Seven.
Au début des années 1960, Eardley quitte les États-Unis pour l'Europe et vit et travaille en Allemagne et en Belgique, où il meurt en 1991.

## Discographie partielle

### Comme leader
- 1956 : The Jon Eardley Seven, Prestige Records LP 7033

## Sources
- Scott Yanow, courte biographie sur le site Allmusic.com.
- Notice de Jon Eardley à Concord Music Group